# 船井総研ホールディングス
株式会社船井総研ホールディングス（ふないそうけんホールディングス）は、船井総研グループの持株会社としてグループ戦略立案、グループ経営管理を担う。

## 関係会社
- 株式会社船井総合研究所（船井総研）〔経営コンサルティング事業〕
- 株式会社船井総研デジタル〔SI＆デジタルマーケティング事業、BPO＆コンサルティング事業、システム開発事業〕
- 船井総研ロジ株式会社〔ロジスティクス事業〕
- 株式会社プロシード〔コンタクトセンターコンサルティング事業〕
- 船井（上海）商務信息咨詢 有限公司〔経営コンサルティング事業（主に中国）〕
- 株式会社HR Force〔ダイレクトリクルーティング事業〕
- 株式会社船井総研あがたFAS〔M&A支援事業〕
- 株式会社船井本社 - 船井総研HDの株式の約1割を所有。社長は船井総合研究所創設者船井幸雄の息子の舩井勝仁。